# سیارک ۱۰۸۸۸
سیارک ۱۰۸۸۸ (به انگلیسی: 10888 Yamatano-orochi، نامگذاری:1996XT30) ده هزار و هشتصد و هشتاد و هشتمین سیارک کشف شده‌است که در ۶ دسامبر ۱۹۹۶ کشف شد.
قدر مطلق سیارک برابر ۱۲٫۶۰ است.